# 風力發電機

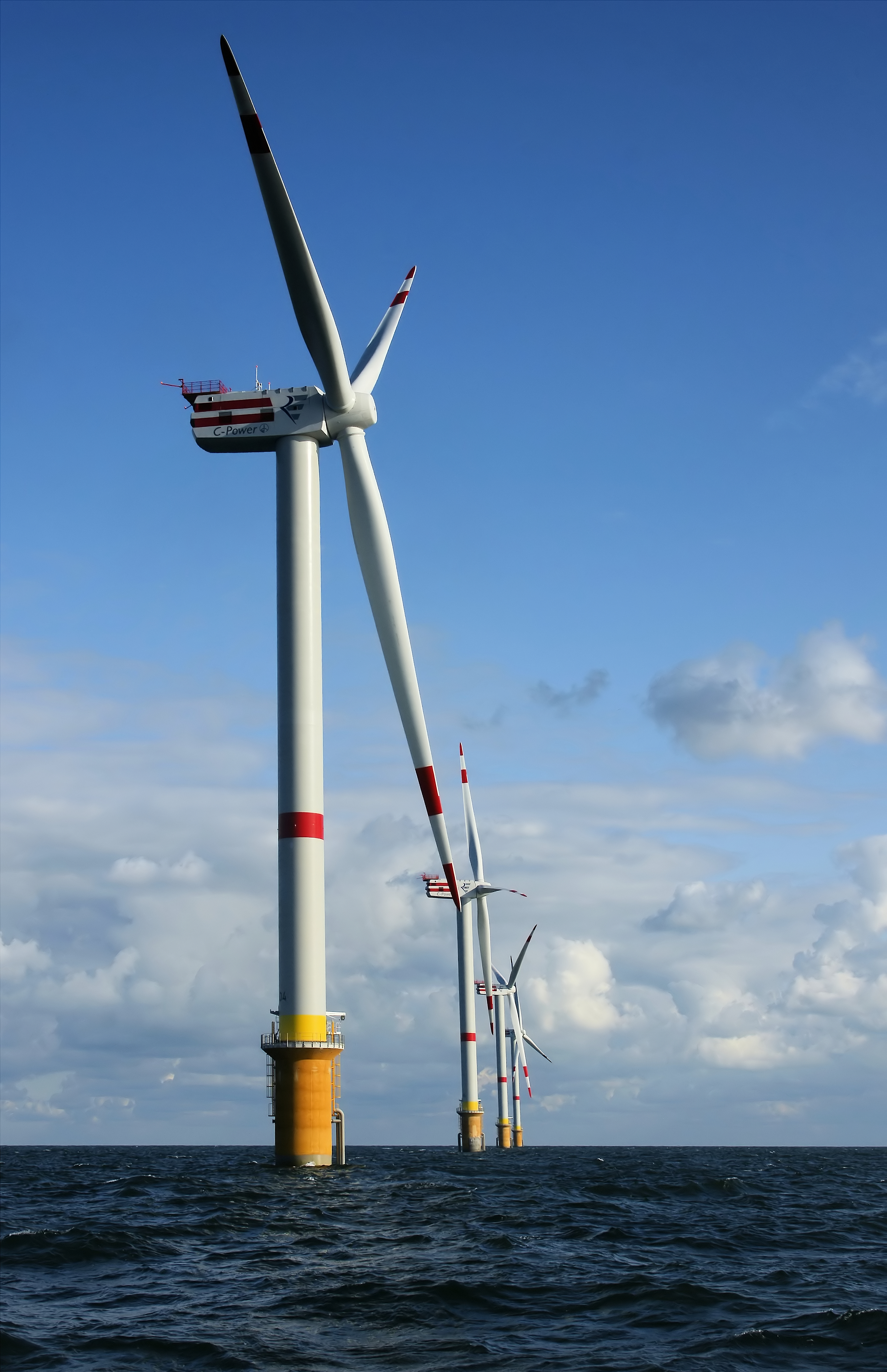
位於比利時海岸附近北海上的風力發電場，圖中為5MW的海上風力發電機.

風力發電機（風力渦輪機、風機、風力機）是一種將氣流的動能轉為機械能的裝置，是風力發電廠的必要元素。此裝置通常會接上發電機。風力發動機通过风力带动风车（大多采用3驱动）旋转，再通过增速机将旋转的速度提升，促使发电机发电。
风电涡轮机由机头、转体和尾翼组成，机头用来接受风力并通过机头转为电能，尾翼使始终对着来风的方向从而获得最大的风能，转体能使机头灵活地转动以实现尾翼调整方向的功能，机头的转子是永磁体，定子绕组切割磁力线产生电能。
與太陽能發電、水力發電、地熱能發電、火力發電和燃氣發電等發電方式相比，風力發電具有相對最低的温室气体排放量、最少需水量和最有利社會影響。

## 歷史

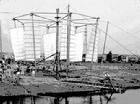
垂直轴风力发电机

风力发电机是现代科学技术的产物，是人类利用自然风能将气流的动能转为机械能，並连接和带动发电机运转用來发电的一种发电设备。但在很早之前，人類就開始利用自然風能，亞歷山卓的希羅風車被認為是歷史上最早的風力驅動機器之一。
人类利用风力发电的尝试，則最早在19世纪末的欧洲就已经开始。20世纪三十年代，丹麦、瑞典、苏联和美国应用航空工业的旋翼技术，成功地研制了一些小型风力发电装置。这种小型风力发电机，广泛在多风的海岛和偏僻的乡村使用，它所获得的电力成本比小型内燃机的发电成本低得多。人类最早利用风力来发电的尝试起源于丹麦设计的垂直轴风力发电机，水平轴风力发电机最早也出现在欧洲。
2010年以来，风电涡轮机制造效率不断提升，成本也已经下降了40%。风电涡轮机上普遍装上了智能感应器，智能数据，操作效率和使用成本大大降低。新的风电涡轮机组正在进入市场，在一些几年前开发商还觉得装机不划算的地区，也已经装上了风电涡轮机。预计未来10年，风电涡轮机成本还将下降36%，到2050年下降48%。

## 材料
风力发电机构件，特别是风机转子，必须在保证结构强度与性能长期稳定的条件下实现轻量化设计。此外，为满足经济要求，风机构件还需具备成本效益优势。不仅如此，较长的生产周期亦要求材料兼备高温与易加工的特性。
风机转子从木材，金属，工程塑料直到使用玻璃钢。这时玻璃钢用环氧树脂、不饱和树脂等塑料渗入长度不同的玻璃纤维或碳纤维做成，表面可再缠玻璃纤维及涂环氧树脂，其他部分填充泡沫塑料。
泡沫在中主要是提高刚度、增加稳定性并且减轻质量的作用。泡沫的本体力学性能会影响到夹层机构的力学性能，同时泡沫密度不同对的质量分布也会产生影响，进而影响到的载荷分布。聚氯乙烯（PVC）泡沫使用最为广泛，属于热固性泡沫，也是第一种用在承载构件夹层结构中的结构泡沫芯材。但以PVC为代表的热固性泡沫，由于无法降解和回收，对环境和资源都存在影响，随着未来低碳经济的发展，热塑性泡沫如PET（Airex）等将会得到越来越多的重视和发展。

## 種類

### 水平軸風力發電機
水平轴风力发电机具有对风装置，能随风向改变而转动。对于小型风力发电机，这种对风装置采用尾舵，而对于大型的风力发电机，则利用风向传感元件以及伺服电机组成的传动机构。风力机的风轮安装在轮毂上，风力机运行时轮毂正对风向称为上风向风力机，背对风向则称为下风向风机。水平轴风力发电机的式样很多，有的具有反转的风轮，有的在一个塔架上安装多个风轮，以便在输出功率一定的条件下减少塔架的成本，还有的水平轴风力发电机在风轮周围产生漩涡，集中气流，增加气流速度。
| 各种类型的水平軸風力發電機 |  |  |
|                            |  |  |

### 垂直軸風力發電機
T垂直轴风力发电机可分为升力型和阻力型两类。升力型风力发电机旋转速度快，阻力型旋转速度慢。对于风力发电，多采用升力型垂直轴风力发电机。垂直轴风力发电机在风向改变的时候无需对风，在这点上相对于水平轴风力发电机是一大优势，它不仅使结构设计简化，而且也减少了风轮对风时的陀螺力。
利用阻力旋转的垂直轴风力发电机有几种类型，其中有利用平板和被子做成的风轮，这是一种纯阻力装置；S型风车，具有部分升力，但主要还是阻力装置。这些装置有较大的启动力矩，但尖速比低，在风轮尺寸、重量和成本一定的情况下，提供的功率输出低。
| 各种类型的垂直軸風力發電機 |  |  |
|                            |  |  |

## 中国的风电涡轮机
截至2008年年底年，有至少15家中国公司以商业目的生产风力涡轮机，并有几十个中国公司生产组件。中国将会普及1.5兆瓦至3兆瓦大小的涡轮机。中国领先的风力发电公司有金风科技、国电联合动力（国电集团的一个子公司）、东方电气、明阳风电、上海电气、远景能源、湘电风能（湘电集团的一个子公司）、华锐风电等，以及大多数主要的外国风力涡轮机制造商。在2008年，中国也增加了小型风力涡轮机的生产，總數達到大约80,000個涡轮机。根据行业观察人士的观点，凭借这些发展，中国的风力发电产业展现出了不受全球金融危机影响的现象。

## 记录
| 记录       | 号型/名字      | 位置                             | 牌子              |
| ---------- | -------------- | -------------------------------- | ----------------- |
| 最大       | V236-15        | Østerlid Wind Turbine Test Field | Vestas            |
| 最大垂直轴 | Éole           | 加拿大魁北克省Cap-Chat           | NRC, Hydro-Québec |
| 最大一叶片 | Monopteros M50 | Jade Wind Park                   | MBB Messerschmitt |
| 最大二叶片 | SCD6.5         | 龙源风电场                       | 明阳风电          |
| 最多转子   | Four-in-one    | 荷兰                             | Lagerway          |

## 主要製造商
德國
- 愛納康（Enercon）
- Adwen（英语：Adwen (company)）（原Multibrid）
- Nordex Acciona（英语：Nordex）
- Senvion（原Repower）

丹麥
- 維斯塔斯（Vestas）
- 沃旭能源（Ørsted A/S）

西班牙
- 西門子歌美颯（Siemens Gamesa）

美國
- GE Wind Energy（原Enron）

日本
- 三菱重工
- 日立重工（原富士重工）

中華人民共和國
- 上海電氣
- 三一重工
- 北車風電
- 金风科技
- 华锐风电
- 东方电气
- 明陽智慧能源
- 海裝風電
- 國電联合动力
- 远景能源
- 運達風電
- 湘電風能

印度
- Suzlon

## 外部連結
- 青岛格林风新能源设备 （页面存档备份，存于）
- 綠色和平：風力發電 （页面存档备份，存于）
- 风能中国网
- 台灣風能協會